# دختر تلفنی

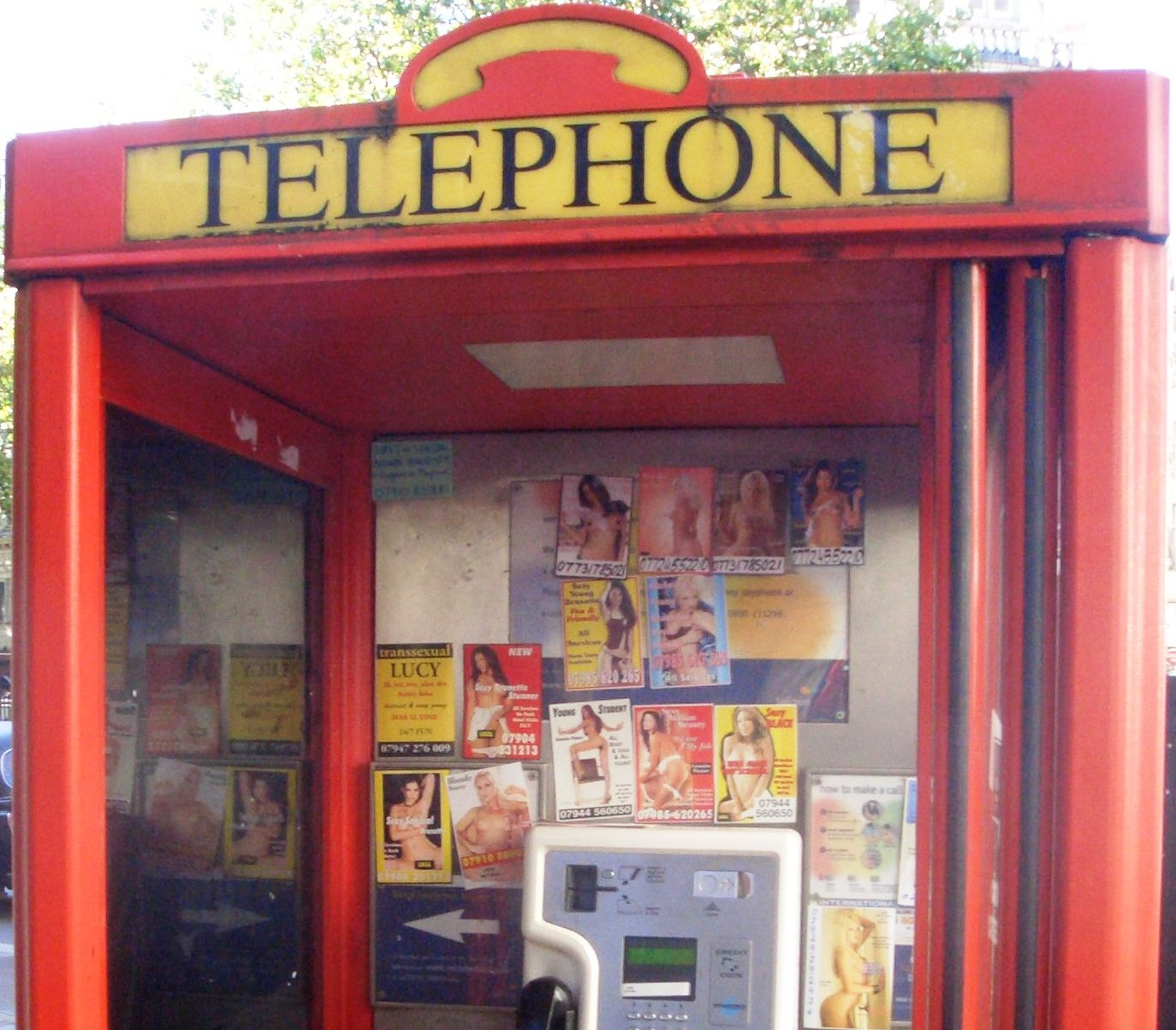
کارت‌های تبلیغاتی دختران تلفنی در باجه تلفن در انگلیس.

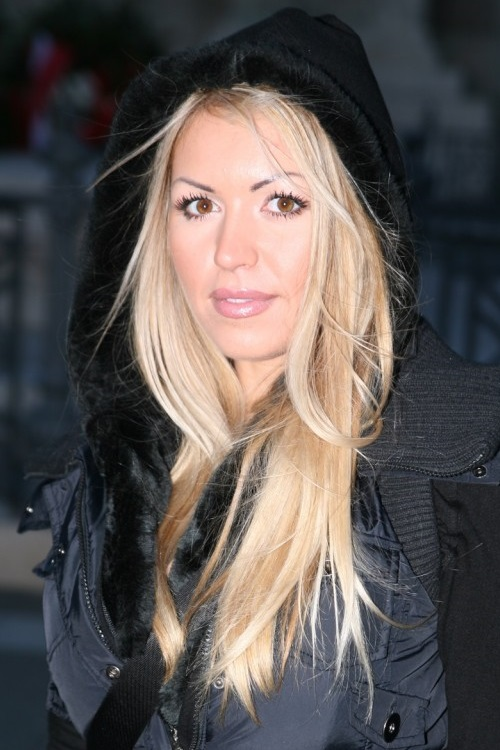
آنت دان، دختر تلفنی مجارستانی.

دختر تلفنی یا زن تن‌فروش با قرار ملاقات از طریق تماس با شماره تلفن، یک کارگر جنسی است که برخلاف زنان خیابانی خدمات جنسی خود را در معابر عمومی همچون خیابان‌ها یا در جاهایی همچون روسپی‌خانه ها عرضه نمی‌کند. بلکه مشتری می‌بایست برای دریافت خدمات جنسی با وی یا فرد یا مرکزی که او را استخدام کرده‌اند تماس تلفنی بگیرد و پس از گرفتن وقت قبلی وی را در خانه خود یا هر کجا که مایل باشد دیدار کند.
دختران تلفنی گاهی خدماتشان را بر روی کارت‌های کوچک یا در مجله‌ها تبلیغ می‌کنند و در مواردی از یک قواد برای تبلیغ و ارائه خدمات استفاده می‌کنند. گاهی نیز ممکن است مشتری به سبب فقدان مکان به محل اقامت یک دختر تلفنی برود.

## بهره‌گیری از اینترنت
با آمدن اینترنت بسیاری از دختران تلفنی برای خود وب‌سایت‌هایی نیز دائر نموده‌اند. امروزه اینترنت به مهم‌ترین ابزار مشتریان برای دریافت خدمات جنسی بدل شده‌است.